# Đội tuyển bóng đá U-20 nữ quốc gia Philippines
Đội tuyển bóng đá nữ U-20 quốc gia Philippines là đội tuyển bóng đá quốc gia của Philippines và đại diện cho Giải vô địch bóng đá U-19 nữ ASEAN và bất kỳ giải đấu bóng đá quốc tế nào khác dành cho nhóm tuổi dưới 20. Đội do Liên đoàn bóng đá Philippines (PFF) quản lý, đây là cơ quan quản lý bóng đá tại Philippines.

## Lịch sử
Năm 2004, U-19 Philippines lần đầu tiên tham gia Giải vô địch bóng đá nữ U-19 châu Á 2004 trong chiến thắng 3–0 trước Guam vào ngày 26 tháng 5 năm 2004. Tuy nhiên, đội đã không tiến tới vòng loại Giải vô địch bóng đá nữ U-19 thế giới 2004.
Năm 2025, Liên đoàn bóng đá Philippines (PFF) quyết định không tham gia Giải vô địch bóng đá U-19 nữ ASEAN 2025 và Vòng loại Cúp bóng đá U-20 nữ châu Á 2026. Động thái này đã vấp phải sự chỉ trích từ người hâm mộ và cộng đồng bóng đá, những người mô tả đây là hành động “lãng phí ước mơ, sự hy sinh và nỗ lực” của đội trẻ và “cơ hội xây dựng một đội hình tốt hơn cho đội tuyển quốc gia đã bị mất”. 

## Kết quả và lịch thi đấu
Thắng
      Hòa
      Thua

### 2022
| Ngày 25 tháng 7 năm 2022 Giải vô địch bóng đá U-18 nữ Đông Nam Á 2022 | Úc                                        | 4–0      | Philippines | Palembang, Indonesia                                                                              |  |
| 15:30 UTC+7                                                           | - Prakash 26', 62' - Beier 59' - Lobo 69' | Chi tiết |             | Sân vận động: Sân vận động Jakabaring Lượng khán giả: 50 Trọng tài: Keomany Phengmeuangkhon (Lào) |  |

| July 27 Giải vô địch bóng đá U-18 nữ Đông Nam Á 2022 | Philippines  | 1–3      | Myanmar                             | Palembang, Indonesia                                                                     |  |
| 15:30 UTC+7                                          | - Lucban 87' | Chi tiết | - Myint Aye 33', 90' - Myat Noe 37' | Sân vận động: Sân vận động Jakabaring Lượng khán giả: 50 Trọng tài: Le Thi Ly (Việt Nam) |  |

| 29 tháng 7 năm 2022 Giải vô địch bóng đá U-18 nữ Đông Nam Á 2022 | Malaysia        | 2–1      | Philippines    | Palembang, Indonesia                                                               |  |
| 15:30 UTC+7                                                      | - Irdina 4', 8' | Chi tiết | - Flanigan 53' | Sân vận động: Sân vận động Gelora Sriwijaya Trọng tài: Plong Pichakara (Campuchia) |  |

### 2023
| Ngày 8 tháng 3 năm 2023 Vòng loại Cúp bóng đá U-20 nữ châu Á 2024 | Trung Quốc                                                                                 | 6–0      | Philippines | Viêng Chăn, Lào                                                                              |  |
| 16:00 UTC+7                                                       | - Huo Yuexin 9', 36' - Zou Mengyao 22' - Lu Jiayu 69' - Ouyang Yuhuan 74' - Qiao Ruiqi 82' | Chi tiết |             | Sân vận động: Sân vận động Quốc gia Lào mới Lượng khán giả: 453 Trọng tài: Om Choki (Bhutan) |  |

| Ngày 10 tháng 3 năm 2023 Vòng loại Cúp bóng đá U-20 nữ châu Á 2024 | Philippines | 1–0      | Lào | Viêng Chăn, Lào                                                                                  |  |
| 19:30 UTC+7                                                        | - Yap 42'   | Chi tiết |     | Sân vận động: Sân vận động Quốc gia Lào mới Lượng khán giả: 415 Trọng tài: Mahsa Ghorbani (Iran) |  |

| Ngày 12 tháng 3 năm 2023 Vòng loại Cúp bóng đá U-20 nữ châu Á 2024 | Hồng Kông                    | 2–2      | Philippines              | Viêng Chăn, Lào                                                                                    |  |
| 16:00 UTC+7                                                        | - Lee 24' - Anke Leung 45+1' | Chi tiết | - Dizon 11' - Pasion 54' | Sân vận động: Sân vận động Quốc gia Lào mới Lượng khán giả: 252 Trọng tài: Azusa Sugino (Nhật Bản) |  |

## Nhân viên
Cập nhật ngày 25 tháng 8 năm 2023

### Đội ngũ kỹ thuật hiện tại
| Chức vụ                              | Tên                     | Tham khảo |
| ------------------------------------ | ----------------------- | --------- |
| Huấn luyện viên                      | Sinisa Cohadzic         | [ 7 ]     |
| Trợ lý huấn luyện viên               | Andrew Durante          | [ 7 ]     |
| Trợ lý huấn luyện viên               | Prescila Rubio          | [ 7 ]     |
| Trợ lý huấn luyện viên               | Marlon Piñero           | [ 7 ]     |
| Huấn luyện viên thủ môn              | Anthony Albao           | [ 7 ]     |
| Huấn luyện viên sức mạnh và điều hòa | Red Sajonia             | [ 7 ]     |
| Đội ngũ ý tế                         | Fille Claudine Cainglet | [ 7 ]     |
| Chuyên gia vật lý trị liệu           | Hannah Calitis          | [ 7 ]     |

### Ban quản lý
| Chức vụ                  | Tên                                   | Tham khảo |
| ------------------------ | ------------------------------------- | --------- |
| Quản lý đội bóng         | Freddy Gonzalez (Filipino footballer) | [ 7 ]     |
| Trợ lý quản lý đội bóng  | Kevin Padre                           | [ 7 ]     |
| Điều phối đội bóng       | Karyn Ann Caliway                     | [ 7 ]     |
| Quản lý trang thiết bị   | Wally Javier                          | [ 7 ]     |
| Người quản lý trang phục | Mark Perez                            | [ 7 ]     |

### Lịch sử huấn luyện
| Danh sách huấn luyện viên trưởng của đội tuyển U-20 nữ Philippines | Danh sách huấn luyện viên trưởng của đội tuyển U-20 nữ Philippines | Danh sách huấn luyện viên trưởng của đội tuyển U-20 nữ Philippines | Danh sách huấn luyện viên trưởng của đội tuyển U-20 nữ Philippines |
| Quốc gia                                                           | Tên                                                                | Giai đoạn                                                          | Tham khảo                                                          |
| ------------------------------------------------------------------ | ------------------------------------------------------------------ | ------------------------------------------------------------------ | ------------------------------------------------------------------ |
| Philippines                                                        | Albert Ryan Lim                                                    | 2008                                                               | [ 8 ] [ 9 ]                                                        |
| Philippines                                                        | Alfredo Estacion                                                   | 2010                                                               | [ 10 ]                                                             |
| Philippines                                                        | Buda Bautista                                                      | 2012                                                               | [ 11 ]                                                             |
| Philippines                                                        | Let Dimzon                                                         | 2021−2023                                                          | [ 12 ]                                                             |
| Australia                                                          | Nahuel Arrarte                                                     | 2023                                                               | [ 13 ]                                                             |
| Australia                                                          | Sinisa Cohadzic                                                    | 2023-nay                                                           | [ 14 ]                                                             |

## Cầu thủ
23 cầu thủ sau đây đã được chọn cho Vòng loại Cúp bóng đá U-20 nữ châu Á 2024 - Vòng 1 các trận đấu với  Trung Quốc,  Lào và  Hồng Kông.

Số lần ra sân và bàn thắng được cập nhật tính đến ngày 12 tháng 3 năm 2023, sau trận đấu với  Hồng Kông.
| Số | VT | Cầu thủ                        | Ngày sinh (tuổi)           | Trận | Bàn | Câu lạc bộ                                      |
| -- | -- | ------------------------------ | -------------------------- | ---- | --- | ----------------------------------------------- |
| 1  | TM | Kaiya Jota                     | 5 tháng 2, 2006 (17 tuổi)  | 2    | 0   | Đại học Stanford                                |
| 22 | TM | Alexis Tan                     | 20 tháng 7, 2004 (18 tuổi) | 5    | 0   | Blacktown City FC                               |
| 23 | TM | Jessa May Lehayan              | 24 tháng 5, 2004 (18 tuổi) | 0    | 0   | FEU Lady Tamaraw Booters football               |
|    |    |                                |                            |      |     |                                                 |
| 4  | HV | Rae Tolentino                  | 4 tháng 10, 2005 (17 tuổi) | 3    | 0   | Manila Nomads Sports Club                       |
| 10 | HV | Journey Hawkins                | 31 tháng 1, 2006 (17 tuổi) | 3    | 0   | Oxon Hill High School                           |
| 11 | HV | Robyn Dizon                    |                            | 2    | 1   | Albion SC Las Vegas GA                          |
| 14 | HV | Ariana Markey                  | 8 tháng 6, 2007 (15 tuổi)  | 3    | 0   | Slammers FC                                     |
| 15 | HV | Kylie Yap                      | 15 tháng 8, 2005 (17 tuổi) | 6    | 1   | Penn State Harrisburg                           |
| 16 | HV | Julia Benitez                  |                            | 0    | 0   | Match Fit Academy                               |
| 21 | HV | Chantelle Maniti (captain)     | 3 tháng 1, 2005 (18 tuổi)  | 6    | 0   | Blacktown Spartans FC                           |
|    |    |                                |                            |      |     |                                                 |
| 3  | TV | Natalie Oca                    |                            | 2    | 0   | Pacifica High School (Oxnard, California)       |
| 5  | TV | Jade Jalique                   |                            | 0    | 0   | Tuloy F.C.                                      |
| 6  | TV | Sabine Ramos                   |                            | 3    | 0   | Woodbridge High School (Irvine, California)     |
| 8  | TV | Sabrina Go                     |                            | 3    | 0   | California State Polytechnic University, Pomona |
| 12 | TV | Tamara Lisser                  |                            | 1    | 0   | Pickering FC                                    |
| 19 | TV | Isabella Pasion                |                            | 3    | 1   | Lebanon Trail High School                       |
| 20 | TV | Jonalyn Lucban                 | 23 tháng 9, 2004 (18 tuổi) | 5    | 1   | Tuloy FC.                                       |
|    |    |                                |                            |      |     |                                                 |
| 2  | TĐ | Jada Bicierro                  |                            | 1    | 0   | Miriam College                                  |
| 7  | TĐ | Elaine Pimentel                |                            | 3    | 0   | Beach FC                                        |
| 9  | TĐ | Chayse Ying                    | 1 tháng 9, 2005 (17 tuổi)  | 3    | 0   | University of Notre Dame                        |
| 13 | TĐ | Jodi Banzon                    | 8 tháng 7, 2006 (16 tuổi)  | 1    | 0   | Sacred Heart School – Ateneo de Cebu            |
| 17 | TĐ | Isabella Flanigan (co-captain) | 22 tháng 1, 2005 (18 tuổi) | 6    | 1   | West Virginia University                        |
| 18 | TĐ | Ariana Salvador                |                            | 3    | 0   | Los Angeles FC                                  |

### Cầu thủ được triệu tập gần đây
Các cầu thủ sau đây đã được triệu tập vào đội tuyển U-20 Philippines trong vòng 12 tháng qua.
SoCal Reds GA
| Vt | Cầu thủ            | Ngày sinh (tuổi)            | Số trận | Bt | Câu lạc bộ                 | Lần cuối triệu tập                           |
| -- | ------------------ | --------------------------- | ------- | -- | -------------------------- | -------------------------------------------- |
| TM | Aspen Dunn         | 5 tháng 3, 2006 (17 tuổi)   | 0       | 0  | Chargers SC                | Giải vô địch bóng đá U-18 nữ Đông Nam Á 2022 |
| TM | Andrea Evangelista | 23 tháng 6, 2004 (18 tuổi)  | 0       | 0  | BISP Cruzeiro              | Giải vô địch bóng đá U-18 nữ Đông Nam Á 2022 |
| TM | Samantha Link      | 2 tháng 8, 2005 (17 tuổi)   | 1       | 0  | Rebels SC                  | Giải vô địch bóng đá U-18 nữ Đông Nam Á 2022 |
|    |                    |                             |         |    |                            |                                              |
| HV | Stella Divino      | 2 tháng 1, 2004 (19 tuổi)   | 2       | 0  | Unión Adarve               | Giải vô địch bóng đá U-18 nữ Đông Nam Á 2022 |
| HV | Elisha Lubiano     | 18 tháng 5, 2005 (17 tuổi)  | 3       | 0  | Manila Nomads              | Giải vô địch bóng đá U-18 nữ Đông Nam Á 2022 |
| HV | Jenny Perez        |                             | 3       | 0  | Tuloy                      | Giải vô địch bóng đá U-18 nữ Đông Nam Á 2022 |
| HV | Micha Santiago     | 31 tháng 5, 2004 (18 tuổi)  | 0       | 0  | De La Salle Santiago Zobel | Giải vô địch bóng đá U-18 nữ Đông Nam Á 2022 |
| HV | Florence Ycong     | 22 tháng 9, 2006 (16 tuổi)  | 0       | 0  | Malaya                     | Giải vô địch bóng đá U-18 nữ Đông Nam Á 2022 |
|    |                    |                             |         |    |                            |                                              |
| TV | Isabella Alamo     |                             | 3       | 0  | Philippines                | Giải vô địch bóng đá U-18 nữ Đông Nam Á 2022 |
| TV | Maegan Alforque    | 6 tháng 8, 2005 (17 tuổi)   | 3       | 0  | Manila Nomads              | Giải vô địch bóng đá U-18 nữ Đông Nam Á 2022 |
| TV | Mish Castañares    | 26 tháng 7, 2005 (17 tuổi)  | 0       | 0  | Cebu Elite Sheba           | Giải vô địch bóng đá U-18 nữ Đông Nam Á 2022 |
| TV | Kyza Colina        |                             | 1       | 0  | Philippines                | Giải vô địch bóng đá U-18 nữ Đông Nam Á 2022 |
| TV | Francesca Crespo   | 2 tháng 5, 2005 (17 tuổi)   | 0       | 0  | Saint Pedro Poveda College | Giải vô địch bóng đá U-18 nữ Đông Nam Á 2022 |
| TV | Sophia Lyttle      | 22 tháng 2, 2005 (18 tuổi)  | 0       | 0  | Makati                     | Giải vô địch bóng đá U-18 nữ Đông Nam Á 2022 |
| TV | Karen Mangantang   | 18 tháng 12, 2004 (18 tuổi) | 0       | 0  | Tuloy                      | Giải vô địch bóng đá U-18 nữ Đông Nam Á 2022 |
| TV | Maxine Pascual     | 28 tháng 11, 2008 (14 tuổi) | 3       | 0  | So Cal Blues               | Giải vô địch bóng đá U-18 nữ Đông Nam Á 2022 |
| TV | Celina Salazar     | 11 tháng 1, 2005 (18 tuổi)  | 3       | 0  | Cebu Elite Sheba           | Giải vô địch bóng đá U-18 nữ Đông Nam Á 2022 |
| TV | Mikaela Villacin   | 23 tháng 1, 2004 (19 tuổi)  | 3       | 0  | De La Salle Santiago Zobel | Giải vô địch bóng đá U-18 nữ Đông Nam Á 2022 |
|    |                    |                             |         |    |                            |                                              |
| TĐ | Angely Alferez     | 24 tháng 3, 2004 (18 tuổi)  | 3       | 0  | Manila Nomads              | Giải vô địch bóng đá U-18 nữ Đông Nam Á 2022 |
| TĐ | Grace Thao         |                             | 0       | 0  | University of Colorado     | Vòng loại Cúp bóng đá U-20 nữ châu Á 2024PRE |

## Giải vô địch bóng đá nữ U-20 thế giới của FIFA
Philippines chưa bao giờ đủ điều kiện tham dự Giải vô địch bóng đá nữ U-20 thế giới của FIFA. Nước này đã không cố gắng đủ điều kiện tham dự Giải vô địch bóng đá nữ U-19 thế giới 2002 đầu tiên với việc không tham gia Giải vô địch bóng đá nữ U-19 châu Á 2002 cũng là vòng loại châu Á của Giải vô địch bóng đá nữ U-20 thế giới. Đội tuyển quốc gia đầu tiên đã cố gắng đủ điều kiện tham dự các phiên bản tiếp theo của giải đấu từ 2004.
| Thành tích Philippines Giải vô địch bóng đá nữ U-20 thế giới | Thành tích Philippines Giải vô địch bóng đá nữ U-20 thế giới | Thành tích Philippines Giải vô địch bóng đá nữ U-20 thế giới | Thành tích Philippines Giải vô địch bóng đá nữ U-20 thế giới | Thành tích Philippines Giải vô địch bóng đá nữ U-20 thế giới | Thành tích Philippines Giải vô địch bóng đá nữ U-20 thế giới | Thành tích Philippines Giải vô địch bóng đá nữ U-20 thế giới | Thành tích Philippines Giải vô địch bóng đá nữ U-20 thế giới | Thành tích Philippines Giải vô địch bóng đá nữ U-20 thế giới | Thành tích Philippines Giải vô địch bóng đá nữ U-20 thế giới |
| Năm                                                          | Kết quả                                                      | Vị trí                                                       | GP                                                           | W                                                            | D*                                                           | L                                                            | GF                                                           | GA                                                           | GD                                                           |
| ------------------------------------------------------------ | ------------------------------------------------------------ | ------------------------------------------------------------ | ------------------------------------------------------------ | ------------------------------------------------------------ | ------------------------------------------------------------ | ------------------------------------------------------------ | ------------------------------------------------------------ | ------------------------------------------------------------ | ------------------------------------------------------------ |
| 2002                                                         | Không tham gia                                               | Không tham gia                                               | Không tham gia                                               | Không tham gia                                               | Không tham gia                                               | Không tham gia                                               | Không tham gia                                               | Không tham gia                                               | Không tham gia                                               |
| 2004                                                         | Không đủ điều kiện                                           | Không đủ điều kiện                                           | Không đủ điều kiện                                           | Không đủ điều kiện                                           | Không đủ điều kiện                                           | Không đủ điều kiện                                           | Không đủ điều kiện                                           | Không đủ điều kiện                                           | Không đủ điều kiện                                           |
| 2006                                                         | Không tham gia                                               | Không tham gia                                               | Không tham gia                                               | Không tham gia                                               | Không tham gia                                               | Không tham gia                                               | Không tham gia                                               | Không tham gia                                               | Không tham gia                                               |
| 2008                                                         | Không tham gia                                               | Không tham gia                                               | Không tham gia                                               | Không tham gia                                               | Không tham gia                                               | Không tham gia                                               | Không tham gia                                               | Không tham gia                                               | Không tham gia                                               |
| 2010                                                         | Không đủ điều kiện                                           | Không đủ điều kiện                                           | Không đủ điều kiện                                           | Không đủ điều kiện                                           | Không đủ điều kiện                                           | Không đủ điều kiện                                           | Không đủ điều kiện                                           | Không đủ điều kiện                                           | Không đủ điều kiện                                           |
| 2012                                                         | Không đủ điều kiện                                           | Không đủ điều kiện                                           | Không đủ điều kiện                                           | Không đủ điều kiện                                           | Không đủ điều kiện                                           | Không đủ điều kiện                                           | Không đủ điều kiện                                           | Không đủ điều kiện                                           | Không đủ điều kiện                                           |
| 2014                                                         | Không đủ điều kiện                                           | Không đủ điều kiện                                           | Không đủ điều kiện                                           | Không đủ điều kiện                                           | Không đủ điều kiện                                           | Không đủ điều kiện                                           | Không đủ điều kiện                                           | Không đủ điều kiện                                           | Không đủ điều kiện                                           |
| 2016                                                         | Không tham gia                                               | Không tham gia                                               | Không tham gia                                               | Không tham gia                                               | Không tham gia                                               | Không tham gia                                               | Không tham gia                                               | Không tham gia                                               | Không tham gia                                               |
| 2018                                                         | Rút lui                                                      | Rút lui                                                      | Rút lui                                                      | Rút lui                                                      | Rút lui                                                      | Rút lui                                                      | Rút lui                                                      | Rút lui                                                      | Rút lui                                                      |
| 2022                                                         | Không tham gia                                               | Không tham gia                                               | Không tham gia                                               | Không tham gia                                               | Không tham gia                                               | Không tham gia                                               | Không tham gia                                               | Không tham gia                                               | Không tham gia                                               |
| 2024                                                         | Không đủ điều kiện                                           | Không đủ điều kiện                                           | Không đủ điều kiện                                           | Không đủ điều kiện                                           | Không đủ điều kiện                                           | Không đủ điều kiện                                           | Không đủ điều kiện                                           | Không đủ điều kiện                                           | Không đủ điều kiện                                           |
| 2026                                                         | Không tham gia                                               | Không tham gia                                               | Không tham gia                                               | Không tham gia                                               | Không tham gia                                               | Không tham gia                                               | Không tham gia                                               | Không tham gia                                               | Không tham gia                                               |
| Tổng                                                         | 0/12                                                         |                                                              | -                                                            | -                                                            | -                                                            | -                                                            | -                                                            | -                                                            | -                                                            |

*Các trận đấu loại trực tiếp được quyết định bằng loạt sút luân lưu / hiệp phụ đá phạt đền.

## Cúp bóng đá U-20 nữ châu Á
Đội tuyển này đã tham gia một kỳ Cúp bóng đá U-20 nữ châu Á, giải đấu hàng đầu dành cho các đội tuyển quốc gia nữ dưới 20 tuổi, do các thành viên của Liên đoàn bóng đá châu Á tổ chức. Philippines lần đầu tiên tham gia vào năm 2004, khi giải đấu vẫn được gọi là "Giải vô địch bóng đá nữ U-19 châu Á".
| Thành tích Philippines Cúp bóng đá U-20 nữ châu Á | Thành tích Philippines Cúp bóng đá U-20 nữ châu Á | Thành tích Philippines Cúp bóng đá U-20 nữ châu Á | Thành tích Philippines Cúp bóng đá U-20 nữ châu Á | Thành tích Philippines Cúp bóng đá U-20 nữ châu Á | Thành tích Philippines Cúp bóng đá U-20 nữ châu Á | Thành tích Philippines Cúp bóng đá U-20 nữ châu Á | Thành tích Philippines Cúp bóng đá U-20 nữ châu Á | Thành tích Philippines Cúp bóng đá U-20 nữ châu Á | Thành tích Philippines Cúp bóng đá U-20 nữ châu Á |
| Năm                                               | Kết quả                                           | GP                                                | W                                                 | D*                                                | L                                                 | GF                                                | GA                                                | GD                                                |                                                   |
| ------------------------------------------------- | ------------------------------------------------- | ------------------------------------------------- | ------------------------------------------------- | ------------------------------------------------- | ------------------------------------------------- | ------------------------------------------------- | ------------------------------------------------- | ------------------------------------------------- | ------------------------------------------------- |
| 2002                                              | Không tham gia                                    | Không tham gia                                    | Không tham gia                                    | Không tham gia                                    | Không tham gia                                    | Không tham gia                                    | Không tham gia                                    | Không tham gia                                    |                                                   |
| 2004                                              | Vòng bảng                                         | 3                                                 | 1                                                 | 0                                                 | 2                                                 | 4                                                 | 8                                                 | −4                                                |                                                   |
| 2006                                              | Không tham gia                                    | Không tham gia                                    | Không tham gia                                    | Không tham gia                                    | Không tham gia                                    | Không tham gia                                    | Không tham gia                                    | Không tham gia                                    |                                                   |
| 2007                                              | Không tham gia                                    | Không tham gia                                    | Không tham gia                                    | Không tham gia                                    | Không tham gia                                    | Không tham gia                                    | Không tham gia                                    | Không tham gia                                    |                                                   |
| 2009                                              | Không tham gia                                    | Không tham gia                                    | Không tham gia                                    | Không tham gia                                    | Không tham gia                                    | Không tham gia                                    | Không tham gia                                    | Không tham gia                                    |                                                   |
| 2011                                              | Không tham gia                                    | Không tham gia                                    | Không tham gia                                    | Không tham gia                                    | Không tham gia                                    | Không tham gia                                    | Không tham gia                                    | Không tham gia                                    |                                                   |
| 2013                                              | Không tham gia                                    | Không tham gia                                    | Không tham gia                                    | Không tham gia                                    | Không tham gia                                    | Không tham gia                                    | Không tham gia                                    | Không tham gia                                    |                                                   |
| 2015                                              | Không tham gia                                    | Không tham gia                                    | Không tham gia                                    | Không tham gia                                    | Không tham gia                                    | Không tham gia                                    | Không tham gia                                    | Không tham gia                                    |                                                   |
| 2017                                              | Rút lui                                           | Rút lui                                           | Rút lui                                           | Rút lui                                           | Rút lui                                           | Rút lui                                           | Rút lui                                           | Rút lui                                           |                                                   |
| 2019                                              | Không tham gia                                    | Không tham gia                                    | Không tham gia                                    | Không tham gia                                    | Không tham gia                                    | Không tham gia                                    | Không tham gia                                    | Không tham gia                                    |                                                   |
| 2022                                              | Đã hủy do đại dịch COVID-19                       | Đã hủy do đại dịch COVID-19                       | Đã hủy do đại dịch COVID-19                       | Đã hủy do đại dịch COVID-19                       | Đã hủy do đại dịch COVID-19                       | Đã hủy do đại dịch COVID-19                       | Đã hủy do đại dịch COVID-19                       | Đã hủy do đại dịch COVID-19                       |                                                   |
| 2024                                              | Không đủ điều kiện                                | Không đủ điều kiện                                | Không đủ điều kiện                                | Không đủ điều kiện                                | Không đủ điều kiện                                | Không đủ điều kiện                                | Không đủ điều kiện                                | Không đủ điều kiện                                |                                                   |
| 2026                                              | Không tham gia                                    | Không tham gia                                    | Không tham gia                                    | Không tham gia                                    | Không tham gia                                    | Không tham gia                                    | Không tham gia                                    | Không tham gia                                    |                                                   |
| Tổng số                                           | 1/11                                              | 3                                                 | 1                                                 | 0                                                 | 2                                                 | 4                                                 | 8                                                 | −4                                                |                                                   |

## Giải vô địch bóng đá nữ U-19 ASEAN
| Thành tích Philippines Giải vô địch bóng đá U-19 nữ ASEAN | Thành tích Philippines Giải vô địch bóng đá U-19 nữ ASEAN | Thành tích Philippines Giải vô địch bóng đá U-19 nữ ASEAN | Thành tích Philippines Giải vô địch bóng đá U-19 nữ ASEAN | Thành tích Philippines Giải vô địch bóng đá U-19 nữ ASEAN | Thành tích Philippines Giải vô địch bóng đá U-19 nữ ASEAN | Thành tích Philippines Giải vô địch bóng đá U-19 nữ ASEAN | Thành tích Philippines Giải vô địch bóng đá U-19 nữ ASEAN | Thành tích Philippines Giải vô địch bóng đá U-19 nữ ASEAN |
| Năm                                                       | Kết quả                                                   | GP                                                        | W                                                         | D*                                                        | L                                                         | GF                                                        | GA                                                        | GD                                                        |
| --------------------------------------------------------- | --------------------------------------------------------- | --------------------------------------------------------- | --------------------------------------------------------- | --------------------------------------------------------- | --------------------------------------------------------- | --------------------------------------------------------- | --------------------------------------------------------- | --------------------------------------------------------- |
| 2014                                                      | Không tham gia                                            | Không tham gia                                            | Không tham gia                                            | Không tham gia                                            | Không tham gia                                            | Không tham gia                                            | Không tham gia                                            | Không tham gia                                            |
| 2022                                                      | Vòng bảng                                                 | 3                                                         | 0                                                         | 0                                                         | 3                                                         | 2                                                         | 9                                                         | −7                                                        |
| 2023                                                      | Vòng bảng                                                 | 3                                                         | 0                                                         | 0                                                         | 3                                                         | 1                                                         | 8                                                         | −7                                                        |
| 2025                                                      | Không tham gia                                            | Không tham gia                                            | Không tham gia                                            | Không tham gia                                            | Không tham gia                                            | Không tham gia                                            | Không tham gia                                            | Không tham gia                                            |
| Tổng                                                      | 2/4                                                       | 6                                                         | 0                                                         | 0                                                         | 6                                                         | 3                                                         | 17                                                        | −14                                                       |

## Thành tích đối đầu
Bản mẫu:Đã cập nhật, sau trận đấu với  Hồng Kông.
      Thành tích tích cực
      Thành tích trung bình
      Thành tích tiêu cực
| Đội               | Pld | W | D | T | GF | GA | GD  | Liên đoàn |
| ----------------- | --- | - | - | - | -- | -- | --- | --------- |
| Úc                | 1   | 0 | 0 | 1 | 0  | 4  | −4  | AFC       |
| Trung Quốc        | 2   | 0 | 0 | 2 | 0  | 12 | −12 | AFC       |
| Đài Bắc Trung Hoa | 1   | 0 | 0 | 1 | 0  | 1  | −1  | AFC       |
| Guam              | 1   | 1 | 0 | 0 | 3  | 0  | +3  | AFC       |
| Hồng Kông         | 1   | 1 | 1 | 0 | 4  | 2  | +2  | AFC       |
| Jordan            | 1   | 0 | 0 | 1 | 0  | 2  | −2  | AFC       |
| Lào               | 1   | 1 | 0 | 0 | 1  | 0  | +1  | AFC       |
| Malaysia          | 1   | 0 | 0 | 1 | 1  | 2  | −1  | AFC       |
| Myanmar           | 3   | 0 | 0 | 4 | 1  | 20 | −19 | AFC       |
| Singapore         | 1   | 1 | 0 | 0 | 2  | 1  | +1  | AFC       |
| Hàn Quốc          | 2   | 0 | 0 | 2 | 1  | 22 | −21 | AFC       |
| Uzbekistan        | 1   | 0 | 0 | 1 | 0  | 4  | −4  | AFC       |
| Việt Nam          | 1   | 0 | 0 | 1 | 0  | 11 | −11 | AFC       |